# Nola sertalis
Nola sertalis är en fjärilsart som beskrevs av De Toulgoët 1982. Nola sertalis ingår i släktet Nola och familjen trågspinnare. Inga underarter finns listade i Catalogue of Life.